# Sidney (Nova York)
Sidney és una població dels Estats Units a l'estat de Nova York. Segons el cens del 2000 tenia 4.068 habitants.

## Demografia
Segons el cens del 2000, Sidney tenia 4.068 habitants, 1.748 habitatges, i 1.054 famílies. La densitat de població era de 665,5 habitants per km².
Dels 1.748 habitatges en un 30,4% hi vivien nens de menys de 18 anys, en un 42,1% hi vivien parelles casades, en un 14% dones solteres, i en un 39,7% no eren unitats familiars. En el 33,8% dels habitatges hi vivien persones soles el 18% de les quals corresponia a persones de 65 anys o més que vivien soles. El nombre mitjà de persones vivint en cada habitatge era de 2,29 i el nombre mitjà de persones que vivien en cada família era de 2,92.
Per edats la població es repartia de la següent manera: un 25,8% tenia menys de 18 anys, un 7,2% entre 18 i 24, un 24,6% entre 25 i 44, un 22,9% de 45 a 60 i un 19,5% 65 anys o més.
L'edat mediana era de 40 anys. Per cada 100 dones de 18 o més anys hi havia 82,5 homes.
La renda mediana per habitatge era de 27.411 $ i la renda mediana per família de 31.734 $. Els homes tenien una renda mediana de 28.596 $ mentre que les dones 23.125 $. La renda per capita de la població era de 15.123 $. Entorn del 15,4% de les famílies i el 18,5% de la població estaven per davall del llindar de pobresa.